# Hyocrinidae
Gli Iocrinidi (Hyocrinidae Carpenter, 1884) sono una famiglia di echinodermi crinoidei, unica famiglia dell'ordine Hyocrinida.

## Tassonomia
La famiglia comprende 22 specie raggruppate in dieci generi:
- Anachalypsicrinus A.M. Clark, 1973 (1 specie)
- Belyaevicrinus (Mironov & Sorokina, 1998) (1 specie)
- Calamocrinus Agassiz, 1890 (1 specie)
- Dumetocrinus Mironov & Sorokina, 1998 (1 specie)
- Feracrinus Mironov & Sorokina, 1998 (3 specie)
- Gephyrocrinus Koehler & Bather, 1902 (2 specie)
- Hyocrinus Thomson, 1876 (1 specie)
- Laubiericrinus Roux, 2004 (1 specie)
- Ptilocrinus Clark, 1907 (7 specie)
- Thalassocrinus A.H .Clark, 1911 (4 specie)

In passato venivano inclusi in questo raggruppamento anche i generi Guillecrinus e Vityazicrinus (Guillecrinidae).